# Coroner (serie televisiva)
Coroner è una serie televisiva canadese basata sull'omonimo romanzo, e successivi, del 2009 di Matthew Hall. Vede come protagonista Serinda Swan e ha debuttato su CBC Television il 7 gennaio 2019.

## Trama
Toronto. Dopo la morte improvvisa del marito, Jenny Cooper si trasferisce nella casa di famiglia con il figlio Ross per riordinare la propria vita e prendersi cura del padre, Gordon, affetto da demenza. Qui inizia a lavorare come coroner a capo di un team che si occupa di indagare su morti sospette alle quali indaga Donovan.

## Episodi
| Stagione         | Episodi | Prima TV Canada | Prima TV Italia |
| ---------------- | ------- | --------------- | --------------- |
| Prima stagione   | 8       | 2019            | 2021            |
| Seconda stagione | 8       | 2020            | 2021            |
| Terza stagione   | 10      | 2021            | 2021            |
| Quarta stagione  | 12      | 2022            | 2022            |

## Personaggi e interpreti

### Personaggi principali
- Dott.ssa Jenny Cooper (stagioni 1-4), interpretata da Serinda Swan, doppiata da Stella Musy.
Medico legale di Toronto che cerca di cominciare una nuova vita insieme al figlio dopo la morte del marito.
- Det. Donovan "Mac" McAvoy (stagioni 1-4), interpretato da Roger R. Cross, doppiato da Massimo De Ambrosis.
Detective che, con l'aiuto di Jenny, risolve gli omicidi.
- Det. Taylor Kim (stagione 1), interpretata da Alli Chung, doppiata da Francesca Manicone.
- Liam Bouchard (stagioni 1-4), interpretato da Eric Bruneau, doppiato da Emanuele Ruzza.
Ex militare, lavora come tuttofare, per un periodo abita in una casa costruita su un albero poco distante dalla casa di Jenny, di cui si innamora.
- Ross Kalighi (stagioni 1-4), interpretato da Ehren Kassam, doppiato da Mirko Cannella.
Figlio di Jenny, di etnia mista e gay, vive una relazione con Matteo e poi con Alphonse.
- Alison Trent (stagioni 1-3), interpretata da Tamara Podemski, doppiata da Barbara De Bortoli.
Segretaria di Jenny nella sede coroner di Toronto.
- Dott. Dwayne Allen (stagione 1, guest stagione 2), interpretato da Lovell Adams-Gray, doppiato da Luca Mannocci.
- Dott. Neil Sharma (stagioni 1-3), interpretato da Saad Siddiqui, doppiato da Jacopo Venturiero.
- Det. Malik Abed (stagioni 1-4), interpretato da Andy McQueen, doppiato da Riccardo Scarafoni.
Amico di Donovan, lavora con lui per risolvere gli omicidi.
- River Baitz (stagioni 2-4; ricorrente stagione 1), interpretata da Kiley May, doppiata da Benedetta Degli Innocenti.
Fa parte del team di Jenny e si occupa di analizzare i cadaveri, si innamorerà di Dennis.
- Kelly Hart (stagione 2), interpretata da Nicola Correia-Damude, doppiata da Chiara Gioncardi.
- Noor Armias (stagione 2), interpretata da Oluniké Adeliyi, doppiata da Francesca Fiorentini.
- Clark Coleman (stagione 3), interpretato da Mark Taylor, doppiato da Marco Vivio.
È un avvocato che si avvicinerà sentimentalmente a Jenny e la aiuterà a superare i momenti difficili.
- Dennis Garcia (stagioni 3-4), interpretato da Jon De Leon, doppiato da Davide Albano.
Fa parte del team di Jenny e insieme a River si occupa di analizzare i cadaveri, si innamorerà di River.
- Kirima Rite (stagioni 3-4), interpretata da Sarah Podemski, doppiata Chiara Colizzi.
- Dott. Elijah Thompson (stagione 4), interpretato da Thom Allison, doppiato da Roberto Certomà.
Medico legale che sostituirà Jenny quando si prende una pausa dopo la morte di Liam. Al suo rientro lavoreranno insieme.
- Dott.ssa Melanie Lum-Davis (stagione 3), interpretata da Uni Park, doppiata da Michela Alborghetti.

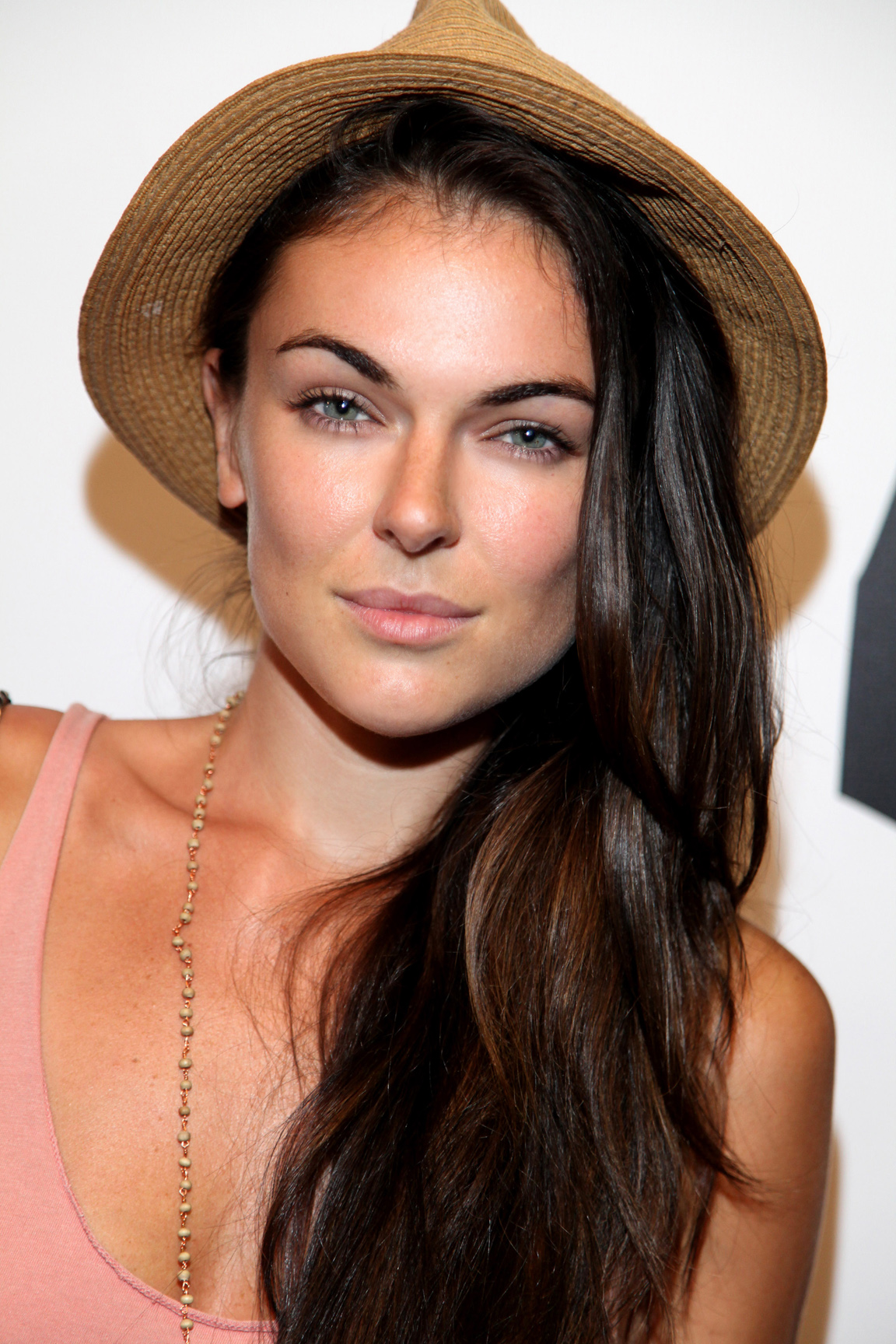
Serinda Swan interpreta Jenny Cooper
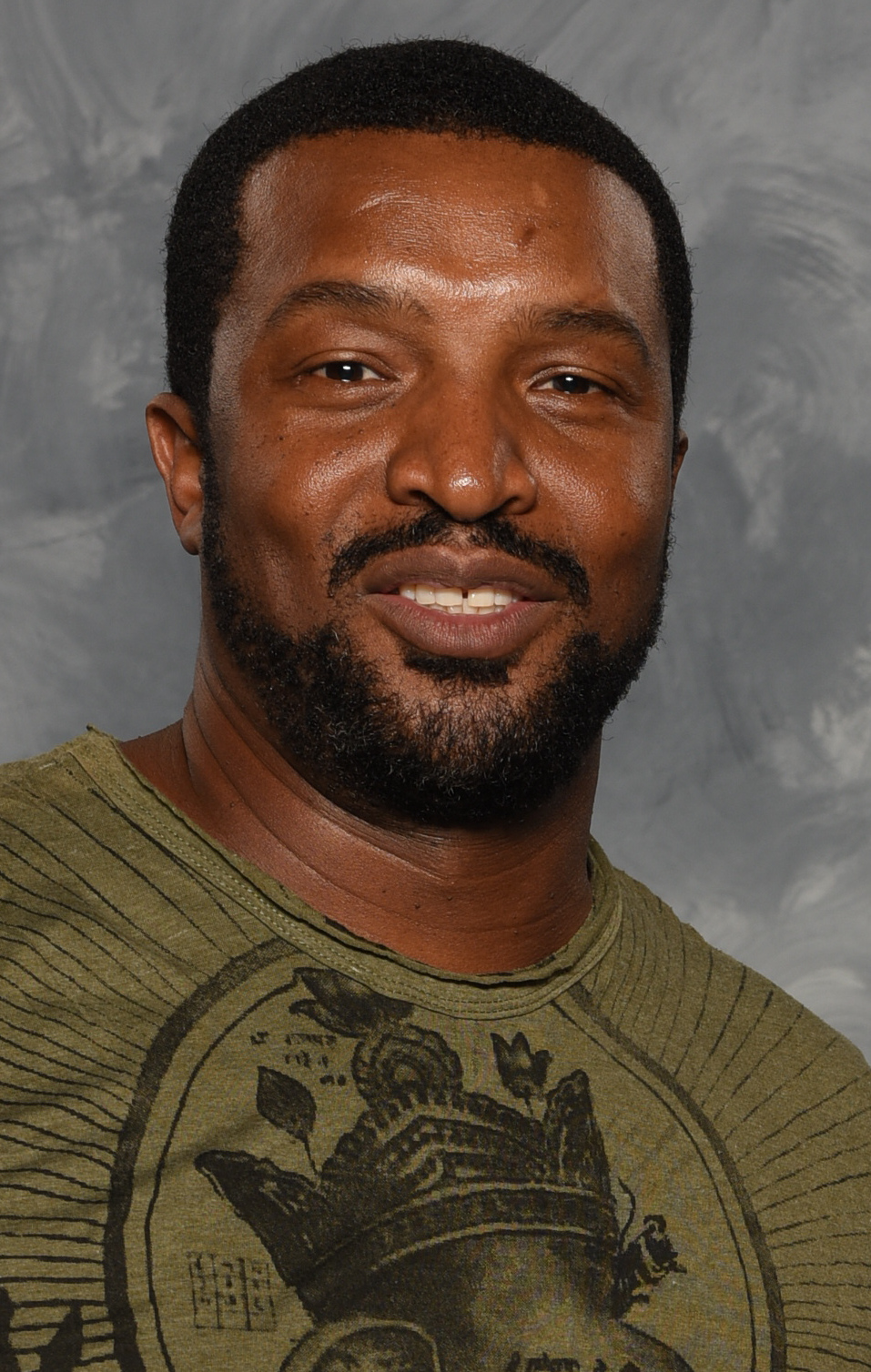
Roger R. Cross interpreta det. Donovan "Mac" McAvoy
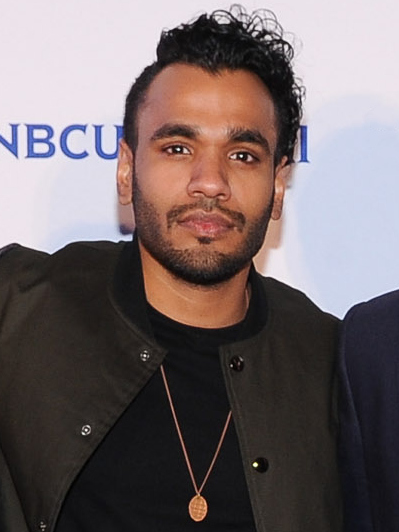
Andy McQueen interpreta det. Malik Abed
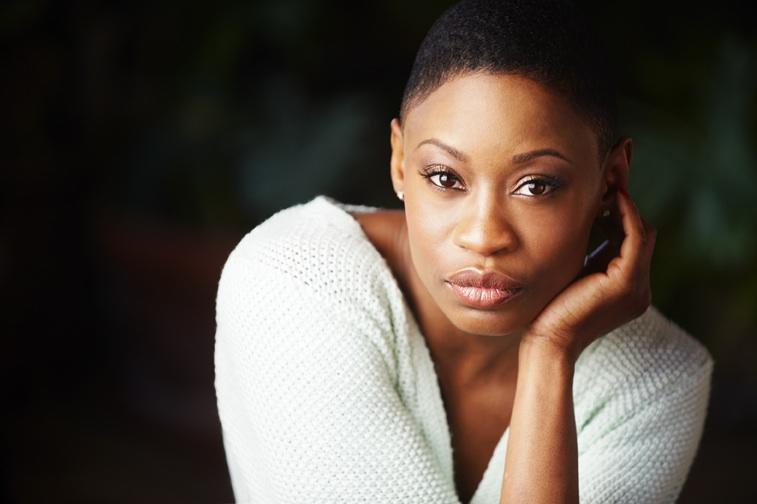
Oluniké Adeliyi interpreta Noor Armias

### Ricorrenti
- Gordon Cooper (stagioni 1-4), interpretato da Nicholas Campbell, doppiato da Stefano De Sando.
Padre di Jenny, soffre di demenza.
- Matteo (stagioni 1-3), interpretato da Graeme Jokic, doppiato da Stefano Broccoletti.
Fidanzato di Ross con il quale si separa quando inizia gli studi in un'altra città.
- Lucy (stagioni 1-2), interpretata da Brenna Coates, doppiata da Ilaria Latini.
- Sabina (stagioni 1-2), interpretata da Jeananne Goossen, doppiata da Antonella Baldini.
- Peggy (stagioni 3-4), interpretata da Jennifer Dale, doppiata da Ludovica Modugno (stagione 3) e Antonella Giannini (stagioni 3-in corso).
È la moglie di Gordon e madre di Jenny, le due si avvicineranno quando Gordon avrà bisogno di più aiuto.
- Alphonse Usmani (stagione 4), interpretato da Shawn Ahmed, doppiato da Matteo Garofalo.
Segretario di Jenny che intraprenderà una relazione sentimentale con suo figlio Ross anche se nasconde ai propri genitori di essere omossessuale.
- Cassidy James (stagione 4), interpretata da Kate Corbett, doppiata da Eleonora De Angelis.
Ex moglie di Donovan che dopo aver lavorato su un caso si riavvicinerà a lui.

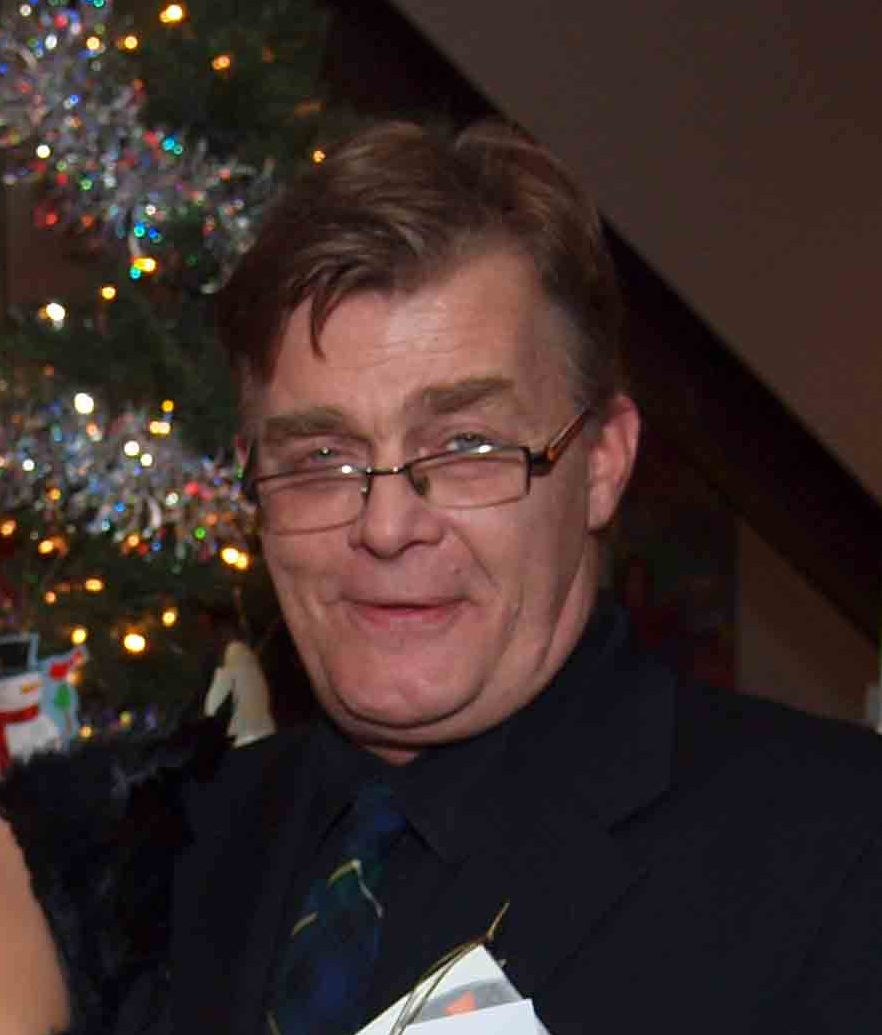
Nicholas Campbell interpreta Gordon Cooper

## Produzione
La serie è stata sviluppata per la televisione dai romanzi di Matthew Hall da Morwyn Brebner, ed è stata prodotta da Muse Entertainment, Back Alley Film Productions e Cineflix Studios, con Adrienne Mitchell come produttore esecutivo e regista principale. Dopo la messa in onda del finale della prima stagione, il 25 marzo 2019, la CBC ha rinnovato Coroner per una seconda stagione composta da otto episodi. Nel maggio 2020 è stata annunciata la produzione della terza stagione, che ha debuttato in Canada il 3 febbraio 2021.
La CBC Television, nel giugno 2021, ha annunciato la produzione della quarta stagione, composta da 12 episodi, il cui debutto è previsto in Canada nell'inverno 2022.
Al termine della trasmissione in prima visione della quarta stagione, l'attrice protagonista, Serinda Swan, ha comunicato di aver deciso di abbandonare la serie per dedicarsi ad altri lavori tra cui quello del regista. La CBC Television ha cancellato la produzione della serie in attesa di capire su come procedere senza la protagonista, non escludendo che la produzione si concluda con la quarta stagione.

## Distribuzione
In Canada, la serie ha debuttato con il primo edisodio il 7 gennaio 2019 su CBC Television, attirando più di 1 milione di spettatori ad ogni episodio per tutta la prima stagione. Nell'ottobre 2018, venne annunciato che NBCUniversal International Networks acquisi i diritti per la distribuzione a livello globale. La serie vide il debutto, dalla fine del 2019, nel Regno Unito, Germania, Francia, Spagna, Polonia, Africa, America Latina, Brasile e Australia. Negli Stati Uniti, la serie ha debuttato il 5 agosto 2020 su The CW. In Italia è stata trasmessa su Sky Investigation dal 2 luglio 2021.

## Riconoscimenti
| - Canadian Screen Awards - 2020 – Candidata per la miglior serie drammatica - 2020 – Candidato per il miglior attore protagonista in una serie drammatica a Roger R. Cross - 2020 – Candidata per il miglior risultato nel trucco a Dorota Mitoraj e Traci Loader - 2020 – Candidato per la miglior colonna sonora originale in una serie televisiva a Tom Third - 2020 – Candidata per la miglior attrice protagonista in una serie drammatica a Serinda Swan - 2021 – Miglior attrice non protagonista in una serie drammatica a Tamara Podemski - 2021 – Candidato per il miglior attore protagonista in una serie drammatica a Roger R. Cross - 2021 – Candidata per la miglior performance di una attrice non protagonista in una serie drammatica a Nicola Correia-Damude - 2021 – Candidata per la miglior performance di una attrice non protagonista in una serie drammatica a Oluniké Adeliyi - 2021 – Candidata per la miglior regia in una serie drammatica a Adrienne Mitchell - 2021 – Candidato per la miglior regia in una serie drammatica a Charles Officer - 2021 – Candidato per la miglior musica originale in una fiction a Tom Third - 2021 – Candidati per il miglior suono in una fiction a Jill Purdy, Adam Stein, Daniel Pellerin, Chris Russell, Roman Alexander Buchok - 2022 – Miglior performance di una attrice non protagonista in una serie drammatica a Tamara Podemski - 2022 – Candidata per la miglior serie drammatica - 2022 – Candidato per il miglior attore protagonista in una serie drammatica a Roger R. Cross - 2022 – Candidata per la miglior attrice protagonista in una serie drammatica a Serinda Swan - 2022 – Candidato per la miglior regia in una serie drammatica a Charles Officer - 2022 – Candidato per la miglior sceneggiatura in una serie drammatica a Morwyn Brebner - 2022 – Candidata per la miglior sceneggiatura in una serie drammatica a Wendy Motion Brathwaite - 2022 – Candidato per la miglior fotografia in una serie drammatica a Samy Inayeh - 2022 – Candidata per il miglior montaggio in una serie drammatica a Teresa De Luca - 2022 – Candidato per la miglior musica originale in una fiction a Tom Third | - ACTRA Award - 2021 – Miglior interpretazione femminile a Tamara Podemski - 2022 – Candidata alla miglior interpretazione femminile a Tamara Podemski - Canadian Screen Music Award - 2022 – Candidato per la miglior colonna sonora originale per una serie a Tom Third - Directors Guild of Canada Award - 2020 – Candidata per il miglior risultato nel montaggio dell'immagine in una serie drammatica a Teresa De Luca - 2022 – Miglior montaggio in una serie drammatica a Teresa De Luca - 2022 – Candidata per la miglior serie drammatica ad Adrienne Mitchell - New York Festivals - 2020 – Silver Medal per il miglior programma di intrattenimento - drammatico - Television Business International Content Innovation Awards - 2019 – Candidata per la miglior serie drammatica esordiente - 2020 – Candidata per la miglior serie drammatica di ritorno - 2021 – Candidata per la miglior serie drammatica di ritorno - The Joey Award - 2019 – Miglior attrice protagonista in un ruolo televisivo d'età 8+ a Taylor Belle - 2022 – Candidata per la migliore guest star femminile in una serie televisiva da 5 a 8 anni a Mercedez Gutierrez - Writers Guild of Canada Award - 2020 – Miglior sceneggiatura in una serie drammatica a Noelle Carbone - 2020 – Candidato per la miglior sceneggiatura in una serie drammatica a Seneca Aaron - 2021 – Miglior sceneggiatura a Morwyn Brebner - 2022 – Candidato per la miglior sceneggiatura in una serie drammatica a Seneca Aaron |